# Zmarli w październiku 2016

## Październik 2016
- 31 października
  - Natalie Babbitt – amerykańska autorka i ilustratorka powieści dla dzieci[1]
  - Edward Fiskowicz – działacz kulturalny i polonijny na Łotwie[2]
  - Silvio Gazzaniga – włoski rzeźbiarz[3]
  - Barbara Hugo-Bader – polska specjalistka w dziedzinie ogrodnictwa, dama orderów[4][5]
- 30 października
  - Justynian (Chira) – rumuński biskup prawosławny[6]
  - James Galanos – amerykański projektant mody[7]
  - Zygmunt Galasiewicz – polski fizyk, prof. dr hab.[8]
  - Tammy Grimes – amerykańska aktorka i piosenkarka[9]
  - Betty Ann Kennedy – amerykańska brydżystka[10]
  - Don Marshall – amerykański aktor[11]
  - Curly Putman – amerykański piosenkarz, autor tekstów[12]
  - Marian Trojan – polski artysta i działacz polonijny na Węgrzech[13]
  - Alicja Wyszyńska – polska aktorka teatralna[14]
- 29 października
  - Nicholas Brathwaite – grenadyjski polityk, premier Grenady w latach 1990–1995[15]
  - Roland Dyens – tunezyjski gitarzysta[16]
  - John Hicks – amerykański futbolista[17]
  - Jan Henryk Janczak – polski publicysta lotniczy, uczestnik II wojny światowej[18][19]
  - Krystyna Kolińska – polska eseistka i prozaiczka[20]
  - Jan Kuruc – polski samorządowiec i twórca ludowy[21]
  - Stanisław Nykiel – polski panczenista[22]
  - Geraldo Scarpone Caporale – honduraski duchowny katolicki, biskup[23]
  - Pen Sovan – kambodżański polityk, premier Kambodży w roku 1981[24]
  - Andrzej Zabłocki – polski samorządowiec[25]
- 28 października
  - Ryszard Stanisław Dziura – polski duchowny rzymskokatolicki, doktor habilitowany nauk teologicznych[26][27]
  - Józef Gabjan – polski urzędnik państwowy, żołnierz Armii Krajowej, wiceminister finansów (1969–1987)[28][29]
  - Roman Kordziński – polski reżyser teatralny, pedagog[30]
  - Krzysztof Pazdro – polski chemik i wydawca, autor podręczników do nauczania chemii[31]
- 27 października
  - Elżbieta Arciszewska-Piontkowska – polska działaczka społeczna, prezes Polskiego Związku Emerytów, Rencistów i Inwalidów[32]
  - Józef Wojciech Kur – polski biolog, prof. dr hab. Politechniki Gdańskiej[33][34]
  - Mikasa – japoński książę[35]
  - Bobby Wellins – szkocki saksofonista jazzowy[36]
- 26 października
  - Ali Hussein – iracki piłkarz[37]
  - William Eteki Mboumoua – kameruński polityk, dyplomata, minister[38]
  - Pinise Saul – południowoafrykańska wokalistka jazzowa[39]
- 25 października
  - Margit Bara – węgierska aktorka[40]
  - Kevin Curran – amerykański scenarzysta filmowy[41]
  - Alfreda Czarnecka – polska montażystka filmowa[42][43]
  - Howard Davies – brytyjski reżyser teatralny i telewizyjny[44]
  - Paul Vincent Gunia – niemiecki muzyk, kompozytor i aranżer[45]
  - Bob Hoover – amerykański pilot akrobacyjny, wojskowy i doświadczalny[46]
  - Jerzy Szacki – polski socjolog[47]
  - Carlos Alberto Torres – brazylijski piłkarz[48]
- 24 października
  - Jorge Batlle – urugwajski polityk, prezydent (2000–2005)[49]
  - Wincenty Bednarek – polski specjalista nauk prawnych, profesor nadzwyczajny i rektor WSGE[50][51]
  - James Crowden – angielski wioślarz, olimpijczyk (1952)[52]
  - Reinhard Häfner – niemiecki piłkarz[53]
  - Bohdan Hawryłyszyn – ukraiński ekonomista, działacz społeczny[54]
  - Eugeniusz Rudnik – polski kompozytor[55]
  - Ryszard Siczek – polski samorządowiec, burmistrz Piask (2002–2014)[56]
  - Bobby Vee – amerykański piosenkarz[57]
- 23 października
  - Chalifa ibn Ahmad Al Sani – emir Kataru w latach 1972–1995[58]
  - Pete Burns – brytyjski piosenkarz i autor tekstów piosenek, wokalista grupy pop disco Dead or Alive[59]
  - Jack Chick – amerykański autor i wydawca komiksów religijnych[60]
  - Tom Hayden – amerykański pisarz, polityk[61]
  - Mikijirō Hira – japoński aktor[62]
  - Munir Mesihović – jugosłowiański polityk, przewodniczący Rady Wykonawczej (premier) Socjalistycznej Republiki Bośni i Hercegowiny (1985–1987)[63]
  - Jimmy Perry – brytyjski aktor, kompozytor i scenarzysta[64]
  - Jerzy Szymczyk – polski siatkarz i trener siatkówki, olimpijczyk (1968)[65]
  - Wim van der Voort – holenderski łyżwiarz szybki, srebrny medalista olimpijski i brązowy medalista mistrzostw świata[66]
- 22 października
  - Anthony Bryer – brytyjski historyk, bizantynolog[67]
  - Steve Dillon – brytyjski rysownik komiksów[68]
  - Jacques Mallet – francuski polityk i urzędnik państwowy, eurodeputowany II kadencji (1984–1989)[69]
  - Barry Socher – amerykański skrzypek i kompozytor[70]
  - Lucjan Wiślicz-Iwańczyk – polski oficer w stopniu pułkownika, dyrektor Biura Ochrony Rządu[71]
- 21 października
  - Walter Argus – nowozelandzki rugbysta[72]
  - Paweł Baumann – polski kajakarz, olimpijczyk (2004, 2008)[73]
  - Zbigniew Bokiewicz – polski działacz podziemia niepodległościowego w czasie II wojny światowej, kawaler orderów[74]
  - Józef Kowalczyk – polski polityk, naczelnik Szczecinka (1976–1986), prezydent Skierniewic (1989–1990)[75]
  - Manfred Krug(inne języki) – niemiecki aktor, odtwórca tytułowej roli w serialu Stülpner, zbójnik z gór[76]
  - Zygmunt Łabędzki – polski działacz podziemia niepodległościowego w czasie II wojny światowej, kawaler Krzyża Virtuti Militari[77]
  - Jan Pakuła – polski działacz społeczny i dziennikarz[78]
  - Jan Pomian-Bławdziewicz – polski działacz emigracyjny[79]
- 20 października
  - Roger Lallemand – belgijski prawnik, polityk, Prezydent Senatu Belgii[80]
  - Zofia Leszczyńska – polska historyk, archiwistka, oficer Armii Krajowej[81]
  - Michael Massee – amerykański aktor[82]
  - Simone Schaller – amerykańska lekkoatletka, sprinterka, olimpijka (1932)[83]
  - Marian Sołtysiak – polski historyk sztuki, muzealnik, działacz społeczny i wykładowca akademicki[84]
  - Junko Tabei – japońska alpinistka i podróżniczka, pierwsza kobieta na Mount Evereście[85]
  - Ryszard Urbanek – polski trener piłkarski[86]
  - Włodzimierz Stefan Zygier – polski działacz powojennego podziemia antykomunistycznego w Polsce[87]
- 19 października
  - Radu Câmpeanu – rumuński polityk[88]
  - Yvette Chauviré – francuska tancerka baletowa[89]
  - Luis María Echeberría – hiszpański piłkarz[90]
  - Stanisław Komornicki – polski chemik, prof. dr hab., międzynarodowy sędzia wioślarski[91]
  - Sammy Smyth – irlandzki piłkarz[92]
- 18 października
  - Anthony Addabbo – amerykański aktor[93]
  - Phil Chess – amerykański producent muzyczny[94]
  - Mike Daniels – brytyjski trębacz jazzowy[95]
  - Jan Karbowski – polski ekonomista i polityk, prezydent Jeleniej Góry (1982–1988), senator III kadencji (1993–1997)[96]
  - Grzegorz Pieronkiewicz – polski działacz sportowy, prezes Polskiego Związku Zapaśniczego[97]
  - Gary Sprake – walijski piłkarz grający na pozycji bramkarza[98]
- 17 października
  - Rufin Anthony – pakistański duchowny katolicki, biskup Islamabad-Rawalpindi[99]
  - Franciszek Błachut – polski polityk i działacz samorządowy, poseł na Sejm PRL V i VI kadencji (1969–1976)[100]
  - Szczepan Chrzanowski – polski zootechnik, prof. dr hab.[101][102]
  - Terry Curley – australijski rugbysta, zakonnik, nauczyciel i prawnik[103]
  - Teodor Kufel – polski działacz komunistyczny, generał dywizji SZ PRL, szef WSW[104]
  - Zbigniew Sucharda – polski kierowca wyścigowy i rajdowy, pilot rajdowy, mechanik[105]
- 16 października
  - Józef Bandzo – polski działacz podziemia niepodległościowego w czasie II wojny światowej i powojennego podziemia antykomunistycznego[106]
  - Maciej Elert – polski dziennikarz i muzyk[107]
  - Anthony Foley – irlandzki rugbysta i trener[108]
  - Kigeli V – rwandyjski polityk, król Rwandy w latach 1959–1961[109]
  - Ted V. Mikels – amerykański niezależny producent filmowy, reżyser, scenarzysta, aktor[110]
  - Arsen Pawłow – rosyjski dowódca wojskowy związany z Doniecką Republiką Ludową, uczestnik wojny w Donbasie[111][112]
  - Juras Požela – litewski polityk, poseł na Sejm Republiki Litewskiej, w 2016 minister zdrowia[113]
  - Jerzy Tuszewski – polski dziennikarz radiowy[114]
  - Wiktor Zubkow – rosyjski koszykarz[115]
- 15 października
  - Colin George – walijski aktor i reżyser[116]
  - Tōru Hishiyama – japoński animator, reżyser artystyczny i grafik związany ze Studio 4°C[117]
  - Teodor Laço – albański pisarz, scenarzysta filmowy i polityk[118]
  - Marian Machura – polski kompozytor i organista[119]
- 14 października
  - Jean Alexander – brytyjska aktorka[120]
  - Cirilo Almario – filipiński duchowny katolicki, biskup[121]
  - Klim Czuriumow – radziecki i ukraiński astronom, współodkrywca komety 67P/Czuriumow-Gierasimienko[122]
  - Pierre Étaix(inne języki) – francuski komik[123]
  - Lucyna Hoszowska – polski dziennikarka i aktorka teatralna[124]
  - José Lello – portugalski polityk i menedżer, deputowany, minister młodzieży i sportu (2000–2002)[125]
  - John Mone – brytyjski duchowny katolicki, biskup[126]
  - Roman Starak – polski artysta plastyk, wykładowca akademicki[127][128]
- 13 października
  - Bhumibol Adulyadej – król Tajlandii[129]
  - Dario Fo – włoski satyryk i autor sztuk teatralnych, laureat Nagrody Nobla w dziedzinie literatury[130]
  - Andrzej Hrynkiewicz – polski fizyk[131]
  - Andrzej Kopiczyński – polski aktor, odtwórca tytułowej roli w serialu telewizyjnym Czterdziestolatek[132]
  - Andrzej Malawski – polski ekonomista, profesor zwyczajny Uniwersytetu Ekonomicznego w Krakowie[133][134]
  - Krzysztof Wawrzyniak – polski grafik, wykładowca akademicki[135][136]
- 12 października
  - Robert Bateman – amerykański piosenkarz R&B, autor piosenek, producent muzyczny[137]
- 11 października
  - Patricia Barry – amerykańska aktorka[138]
  - Jan Bártl – czeski strongman[139][140]
  - Matti Hagman – fiński hokeista[141]
  - Lars Huldén(inne języki) – fiński pisarz[142]
  - Jan Matocha – słowacki kajakarz i trener sportu[143]
  - Peter Reynolds – walijski kompozytor muzyki klasycznej[144]
  - Teatao Teannaki – kiribatyjski polityk, prezydent Kiribati w latach 1991–1994[145]
- 10 października
  - Jerzy Konrad Bobryk – polski psycholog, profesor zwyczajny Instytutu Psychologii PAN[146][147]
  - Cezary Szczepaniak – polski naukowiec, profesor nauk technicznych, wykładowca akademicki[148]
  - John Vaughn – amerykański duchowny, generał zakonu franciszkanów[149]
- 9 października
  - Mamadou Dembelé – malijski polityk, premier Mali w latach 1986–1988[150]
  - Angus Grant – szkocki muzyk folkowy[151]
  - Hieronim Hurnik – polski astronom, profesor nauk fizycznych, specjalista w dziedzinie astrometrii i mechaniki nieba[152]
  - Grzegorz Janczewski – polski otolaryngolog, prof. zw. dr hab.[153][154]
  - Michiyuki Kawashima – japoński muzyk i wokalista, członek duetu Boom Boom Satellites[155]
  - David Konstant – brytyjski duchowny katolicki, biskup[156]
  - Aaron Pryor – amerykański bokser[157]
  - Andrzej Wajda – polski reżyser filmowy i teatralny, kawaler Orderu Orła Białego[158]
- 8 października
  - Guillaume Bieganski – francuski piłkarz polskiego pochodzenia[159]
  - Don Ciccone – amerykański piosenkarz pop, muzyk zespołu The Critters[160]
  - Dickie Jeeps – angielski rugbysta i działacz sportowy[161]
  - Wojciech Kurpiewski – polski kajakarz, srebrny medalista olimpijski z Barcelony (1992)[162]
  - Marek Pastuszko – polski neurochirurg, prof. dr hab. med.[163][164]
  - Stilianos Patakos – grecki wojskowy[165]
  - Stanisław Sieruta – polski śpiewak i tancerz ludowy[166]
- 7 października
  - Anne Pashley – brytyjska lekkoatletka sprinterka, olimpijka, śpiewaczka operowa[167]
  - Wolfgang Suschitzky – brytyjski fotograf i operator filmowy[168]
- 6 października
  - Hidipo Hamutenya – namibijski polityk, minister[169]
  - Tony Mottram – brytyjski tenisista[170]
  - Tadeusz Ryba – polski działacz powojennego podziemia antykomunistycznego w Polsce, w ramach PPAN[171]
- 5 października
  - Andrzej Kalewski – polski chirurg-ortopeda, prof. dr hab. n. med.[172]
  - Michal Kováč – słowacki polityk, prezydent Słowacji[173]
  - György Márkus – węgierski filozof[174]
  - Cameron Moore – amerykański koszykarz[175][176]
  - Josh Samman – amerykański zawodnik mieszanych sztuk walki (MMA)[177]
- 4 października
  - Kenneth Angell – amerykański duchowny katolicki, biskup[178]
  - Brigitte Hamann – austriacka historyczka[179]
  - Edmund Łukacki – polski działacz na rzecz honorowego krwiodawstwa, kawaler orderów[180]
  - Fred Osam-Duodu – ghański trener piłkarski[181]
  - Bing Thom – kanadyjski architekt[182]
- 3 października
  - Marek Dagnan – polski literat, poeta, prozaik i autor tekstów piosenek[183][184]
  - Krzysztof Jabłoński – polski funkcjonariusz policji, nadinspektor[185]
  - Andrzej Jendrej – polski żużlowiec[186]
  - Mário Wilson – portugalski piłkarz, trener[187]
- 2 października
  - Halina Aszkenazy-Engelhardt – izraelska działaczka społeczno-kulturalna i autorka wspomnień, przewodnicząca Związku Żydów Warszawskich w Izraelu[188]
  - Tadeusz Basiewicz – polski specjalista infrastruktury transportu, prof. dr hab. inż.[189][190]
  - Eugenia Maria Cegielska – polska działaczka podziemia niepodległościowego w czasie II wojny światowej, dama orderów[191]
  - Joan Marie Johnson – amerykańska piosenkarka girls bandu The Dixie Cups[192]
  - Zdzisław Kazimierczuk – polski dziennikarz i reportażysta[193]
  - Adolf Liwacz – polski matematyk[194]
  - Teresa Łaska-Mierzejewska – polska antropolog, prof. dr hab.[195]
  - Neville Marriner – brytyjski dyrygent i skrzypek[196]
  - Bobby Molloy – irlandzki polityk, parlamentarzysta krajowy i europejski, minister ds. władz lokalnych (1970–1973), obrony (1977–1979) i energii (1989–1993)[197]
  - Michał Okła – polski polityk i lekarz[198]
  - Jerzy Ridan – polski reżyser, scenarzysta, pedagog, publicysta[199]
  - Thomas Round – angielski śpiewak operowy i aktor[200]
  - Hanna Zora – iracki duchowny katolicki obrządku chaldejskiego, arcybiskup[201]
- 1 października
  - David Herd – szkocki piłkarz[202]
  - Erol Keskin – turecki piłkarz[203]
  - Toni Williams – nowozelandzki piosenkarz pochodzący z Wysp Cooka[204]